# Алексей Александрович
Великий князь Алексе́й Алекса́ндрович (2 [14] января 1850, Санкт-Петербург, Российская империя — 1 [14] ноября 1908 года, Париж, Франция) — четвёртый сын императора Александра II и императрицы Марии Александровны. Член Государственного совета (с 1 января 1881 года), главный начальник флота и Морского ведомства и председатель Адмиралтейств-совета (1881—1905), последний генерал-адмирал Российской империи (с 15 мая 1883 года), адмирал (1 января 1888 года), генерал-адъютант (с 19 февраля 1880 года), почётный член Императорского православного палестинского общества. Тезоименитство — 20 мая (перенесение мощей святителя Алексия Московского).

## Биография
В военную службу был записан при рождении — в Гвардейский экипаж и лейб-гвардии полки Преображенский и Егерский, а также шефом Московского. На тезоименитство 1853 года зачислен в лейб-гвардии Уланский полк. 22 июля 1855 года зачислен в только что сформированный Стрелковый императорской фамилии полк. 13 марта 1856 года стал шефом 27-го флотского экипажа (впоследствии упразднённого). На своё семилетие получил первые обер-офицерские чины: морской — мичмана и гвардейский — прапорщика и в том же году к тезоименитству — шефство над Екатеринбургским пехотным полком. С 1860 года проходил морскую практику на различных кораблях, под руководством своего воспитателя, контр-адмирала К. Н. Посьета. На двенадцатый день рождения повышен до чина подпоручика. 13 сентября 1866 года произведён в лейтенанты флота и поручики гвардии.
В 1868 году прибыл в главный город Азербайджана Баку, где принял участие в закладке фундамента Баиловской Портовой церкви, которая, однако, по причине её уничтожения большевиками в 1930-х до наших дней не сохранилась. В качестве дара Великий князь подарил будущей церкви бронзовое кадило с позолотой. Далее в том же году под руководством вице-адмирала Посьета находился в плавании из Поти на Балтику на борту фрегата «Александр Невский», который в ночь с 12 на 13 сентября потерпел крушение, наскочив на мель в Ютландском проливе. В процессе спасательной операции погибли три матроса и офицер корабля. Командир капитан 1-го ранга О. К. Кремер счёл, что Алексей Александрович повёл себя достойно на терпящем крушение судне, отказавшись быть среди первых, переправленных на берег. Через четыре дня после этого события великий князь был произведён в штабс-капитаны и назначен флигель-адъютантом. В том же году назначен шефом 77-го пехотного Тенгинского полка.

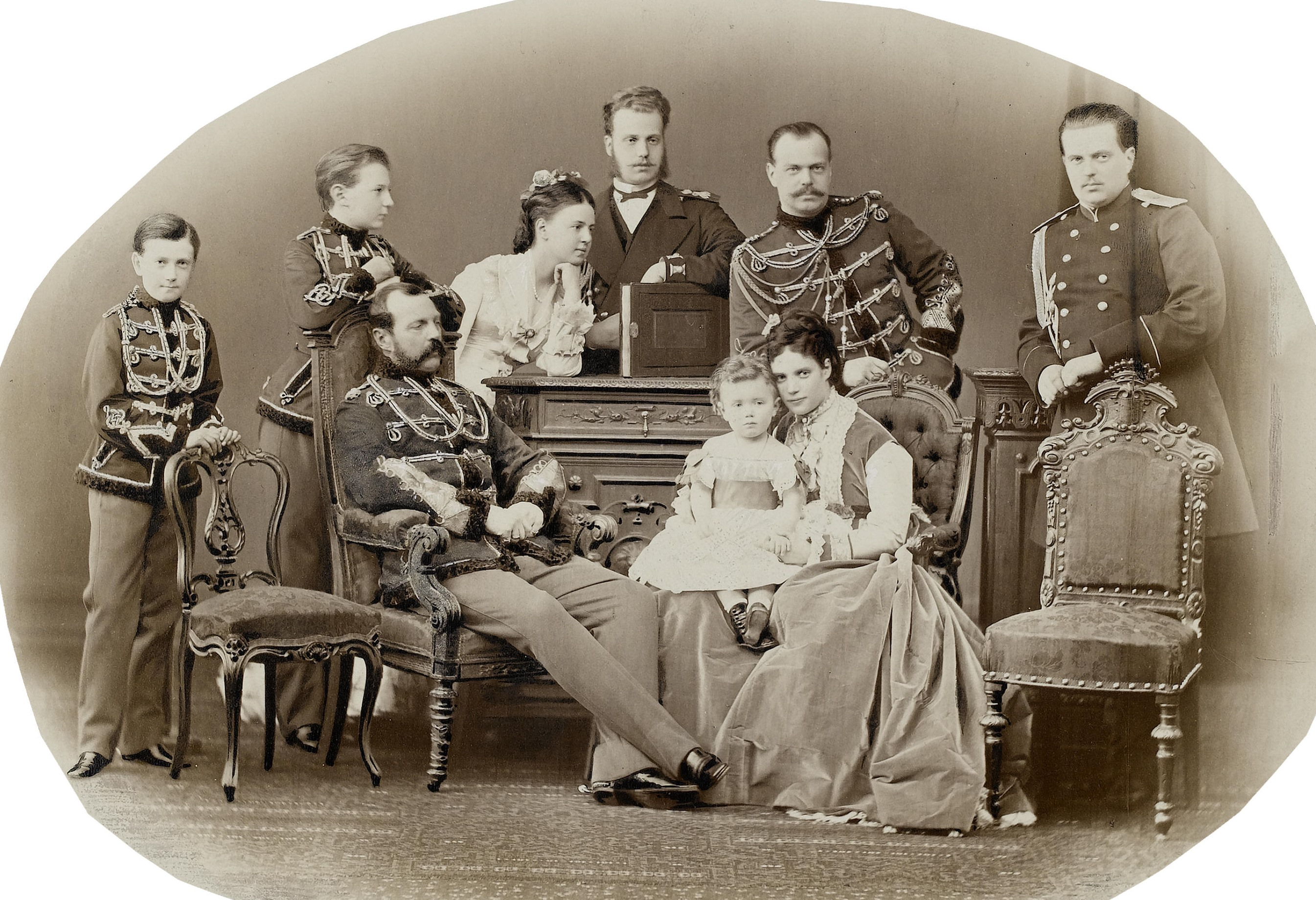
Александр II с семьёй; Алексей — стоит в центре. 1870г.

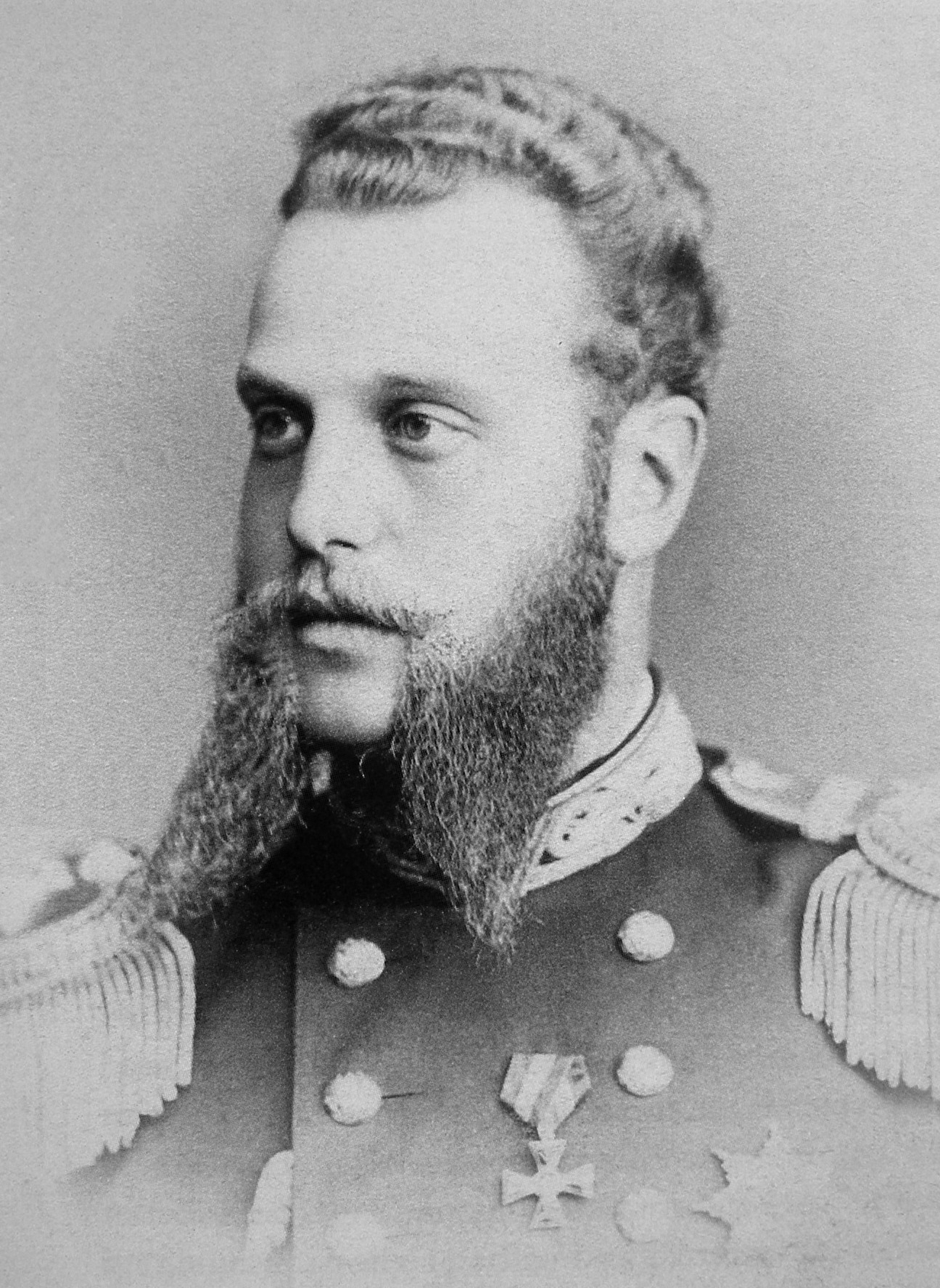
Великий князь Алексей Александрович, около 1873 года

В 1870 году совершил путешествие по водной системе из Петербурга в Архангельск, откуда вернулся морем в Кронштадт в должности вахтенного начальника на корвете «Варяг».
В 1871 году стал шефом прусского 2-го Силезского гусарского № 6 полка и был назначен старшим офицером на фрегат «Светлана», на котором совершил плавание в Северную Америку, обогнул мыс Доброй Надежды и, посетив Китай и Японию, 5 декабря 1872 года прибыл во Владивосток, откуда вернулся сухим путём через Сибирь. Посетил многие сибирские города. В Томске в честь этого посещения были поименованы — улица Алексее-Александровская, реальное училище. Во время визита в США 14 января 1872 года участвовал в охоте на бизонов вместе с генералом Шериданом и Буффало Биллом. В том же году стал шефом австрийского пехотного № 39 полка.
С 1873 года командовал Гвардейским флотским экипажем. Как член кораблестроительного и артиллерийского отделений Морского технического комитета принимал участие в деятельности морского ведомства. 2 января 1876 года назначен шефом 1-го Восточно-Сибирского линейного батальона (с 1900 года — 17-го Восточно-Сибирского стрелкового полка).

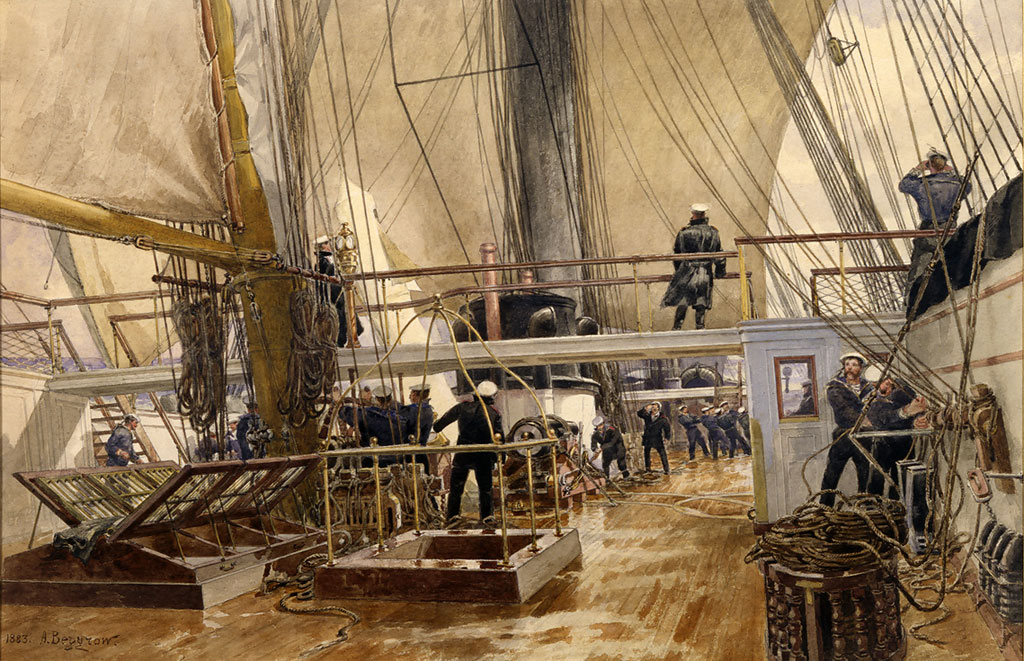
«На палубе фрегата „Светлана“», работа художника А. К. Беггрова (1883).

Во время русско-турецкой войны 1877—1878 был с 20 июня 1877 по 31 января 1878 года начальником морских команд на Дунае. Принял участие в военных действиях; сооружал переправу через Дунай. 9 января 1878 года награждён орденом Святого Георгия 4-й степени — «<…> по засвидетельствованию Главнокомандующего действующею армиею о неутомимой и успешной распорядительности <…> морскими командами и средствами, и об успешном принятии всех мер не допускать неприятеля нанести вред нашим переправам, чем обеспечивалось довольствие армии и доставлялась возможность вести военные действия спокойно и безостановочно».
9 июня 1877 года произведён в контр-адмиралы; 26 февраля 1882 года — в вице-адмиралы.
1 января 1881 года был назначен членом Государственного совета; 13 июля того же года — Главным начальником флота и Морского ведомства (вместо дяди — великого князя Константина Николаевича) с правами генерал-адмирала и председателем Адмиралтейств-совета.
15 мая 1883 года пожалован званием генерал-адмирала (последний генерал-адмирал российского флота); 1 января 1888 года произведён в чин адмирала.
С 1890 года состоял почётным членом берлинского православного Свято-Князь-Владимирского братства. 18 января 1892 года назначен шефом Морского кадетского корпуса, а 27 января того же года — шефом 5-го флотского экипажа.
Великий князь руководил морским ведомством и флотом, полагаясь на управляющих морским министерством: вице-адмирала Алексея Алексеевича Пещурова (1880—1882), адмиралов Ивана Алексеевича Шестакова (1882—1888), Николая Матвеевича Чихачёва (1888—1896), Павла Петровича Тыртова (1896—1903) и Фёдора Карловича Авелана (1903—1905)). За это время был введён морской ценз, издано положение о вознаграждении за долговременное командование судами I и II ранга, преобразованы корпуса инженер-механиков и корабельных инженеров, увеличено число экипажей, построено много броненосцев и крейсеров, устроены порты Севастопольский, Александра III, Порт-Артур, увеличено число эллингов, расширены доки в Кронштадте, Владивостоке и Севастополе.
В конце русско-японской войны, после Цусимского разгрома русского флота, добровольно подал в отставку и 2 июня 1905 года уволен со всех морских постов. В русском общественном мнении считался одним из ответственных за поражение России в русско-японской войне.
О смерти его, последовавшей в Париже 1 ноября 1908 года, возвещалось высочайшим манифестом. Тело было доставлено траурным поездом на Николаевский вокзал. Перевезение тела с Николаевского вокзала в Петропавловский собор и погребение состоялось 8 ноября по высочайше утверждённому церемониалу. Литургию и отпевание совершил митрополит Санкт-Петербургский и Ладожский Антоний (Вадковский); присутствовали император Николай II, его супруга Александра Феодоровна и вдовствующая императрица Мария Феодоровна. Был первым погребённым в новопостроенной усыпальнице членов императорской фамилии при Петропавловском соборе.

## Путешествие Великого Князя в Северную Америку
В 1871 году после официального визита американской эскадры под командованием Дэвида Фаррагута в Санкт-Петербург, Российским правительством было решено что ответный визит представителей российского военно-морского флота возглавит Великий князь Алексей Александрович.Официальное заявление о готовящемся визите было сделано 29 июня 1871 года морским министром Николаем Карловичем Краббе.
20 августа 1871 года российская эскадра под командованием Константина Николаевича Посьета, включавшая в себя фрегаты «Богатырь», «Светлана», крейсер «Генерал-Адмирал», клипер «Абрек», а также фрегат «Игнатьев», вышла в море из Кронштадта. Первую остановку эскадра совершила в Копенгагене, где Великий князь посетил короля Дании Кристиана IX. После Копенгагена, в проливе Ла-Манш русскую эскадру встретил военно-морской флот Великобритании и сопроводил до Плимута, где Алексей Александрович встретился с принцем Альфредом. 26 сентября российская делегация покинула Плимут взяв курс на Нью-Йорк.
Российскую эскадру встретила американская эскадра под командованием вице-адмирала Стивена Клегга Роуэна на фрегате «USS Congress». Адмирал Сэмюэл Филлипс Ли, командующий Североатлантической эскадрой, прибыл на своем флагманском корабле «USS Severn». Другими кораблями эскадры были «USS Iroquois» и «USS Kansas» в сопровождении нескольких буксиров. 

### Приём у Президента Улисса Гранта
22 ноября 1871 года Алексей отбыл в Вашингтон специальным поездом, а 23 ноября, по прибытии, он был принят президентом Улиссом Грантом. На церемонии также присутствовали супруга президента Джулия Грант и его дочь Нелли Грант, а также присутствовали члены кабинета министров США. Визит Алексея Александровича в Вашингтон был омрачен недовольством президента Гранта, вызванным отказом российского правительства отозвать Константина Катакази, посланника Российской Империи в Соединенных Штатах. Весь визит в Вашингтон продолжался всего один день. В Вашингтоне в честь Великого князя не устраивалось никаких официальных приемов, как было с другими членами правящий династий посещавших США с официальным визитом. На следующий день Алексей Александрович отправился поездом в Аннаполис, где посетил Военно-морскую академию, а затем вернулся в Нью-Йорк.

### Восточное побережье
В Нью-Йорке князь посетил Бруклинскую военно-морскую верфь, форт Уодсворт и укрепления на Губернаторском острове. Ярким событием стала поездка на пароходе по Гудзону с посещением Военной академии Соединенных Штатов. 3 декабря 1871 года Алексей Александрович отправился в Филадельфию. Там он посетил военно-морскую верфь. В Филадельфии князя особенно заинтересовала ярмарка в Зале садоводства, где местные дамы подарили ему афганскую борзую. 6 декабря 1871 года Великий князь посетил фабрику «Smith & Wesson» в Спрингфилде, штат Массачусетс, где ему подарили револьвер «Smith & Wesson Model 3» с полной гравировкой и резной рукояткой из жемчуга в кожухе. С 7 по 14 декабря он остановился в Бостоне.

#### Канада
17 декабря Алексей Александрович отправился поездом в Канаду. В Канаде он посетил Ниагарские водопады.

### Средний Запад
23 декабря 1871 года Алексей Александрович отправился поездом в Буффало, штат Нью-Йорк, где провел Рождество. 26 декабря он прибыл в Кливленд, где посетил металлургические заводы и другие фабрики в Ньюбург-Хайтс, штат Огайо. Затем, он ознакомился с работой пожарной охраны Кливленда и посетил Национальную выставку изобретателей. После, он остановился в Детройте по пути в Чикаго, куда прибыл 30 декабря. Город на тот момент восстанавливался после великого пожара. Со 2 по 4 января он посетил Милуоки, а 5 января прибыл в Сент-Луис, штат Миссури, где пробыл более недели. 12 января Великий князь прибыл в Омаху, штат Небраска.

### Поездка в охотничьи угодья
Великий князь в сопровождении генерала Филипа Шеридана и Джорджа Армстронга Кастера прибыл в форт Макферсон 13 января 1872 года специальным поездом. Их приветствовала восторженная толпа во главе с Буффало Биллом. Охота была согласована с Пятнистым Хвостом, вождем лакота Брюле. Около шестиста воинов племён Сиу собрались что бы приветствовать Великого князя. За их труды они получили десять тысяч порций муки, сахара, кофе и тысячу фунтов табака – всего двадцать пять фургонов. Для развлечения Алексея Александровича индейцы устроили соревнования по верховой езде, метанию копья и стрельбе из лука. Затем был показательный бой, демонстрирующий индейский способ ведения войны, завершившийся грандиозным военным танцем.

#### Охота на бизонов
Большая охота состоялась в день 22-летия Алексея Александровича, 14 января 1872 года. У него при себе были русский охотничий нож и американский револьвер с гербами Соединенных Штатов и России на рукоятке, который он недавно получил в подарок. Охотничья группа приблизилась к стаду бизонов в нескольких милях вверх по ручью Ред-Уиллоу. Алексей ехал верхом на лошади Буффало Билла, которая была обучена скакать полным галопом с прицелом, чтобы можно было произвести точный выстрел. из оружия. Как только примерно на расстоянии 1,5 километра от них было замечено стадо бизонов, Алексей Александрович хотел броситься в атаку, но Билл удержал его. Группа двинулась с наветренной стороны и постепенно приблизилась к стаду. В сотне ярдов от убегающего буйвола Великий князь, не привыкший стрелять с лошади на бегу, выстрелил, но промахнулся. Буффало Билл подъехал к нему вплотную, вручил свою знаменитую винтовку "Лукреция" 48-го калибра, из которой, по его словам, он убил 4200 бизонов, и посоветовал не стрелять, пока он не окажется на фланге у бизонов. Когда Алексей Александрович предпринял еще одну попытку, он подстрелил свою добычу. Шкура мертвого бизона была аккуратно снята и разделана; князь забрал её домой в качестве сувенира о своей охоте на западных равнинах. 22 января Алексей Александрович прибыл в Топику, штат Канзас. 

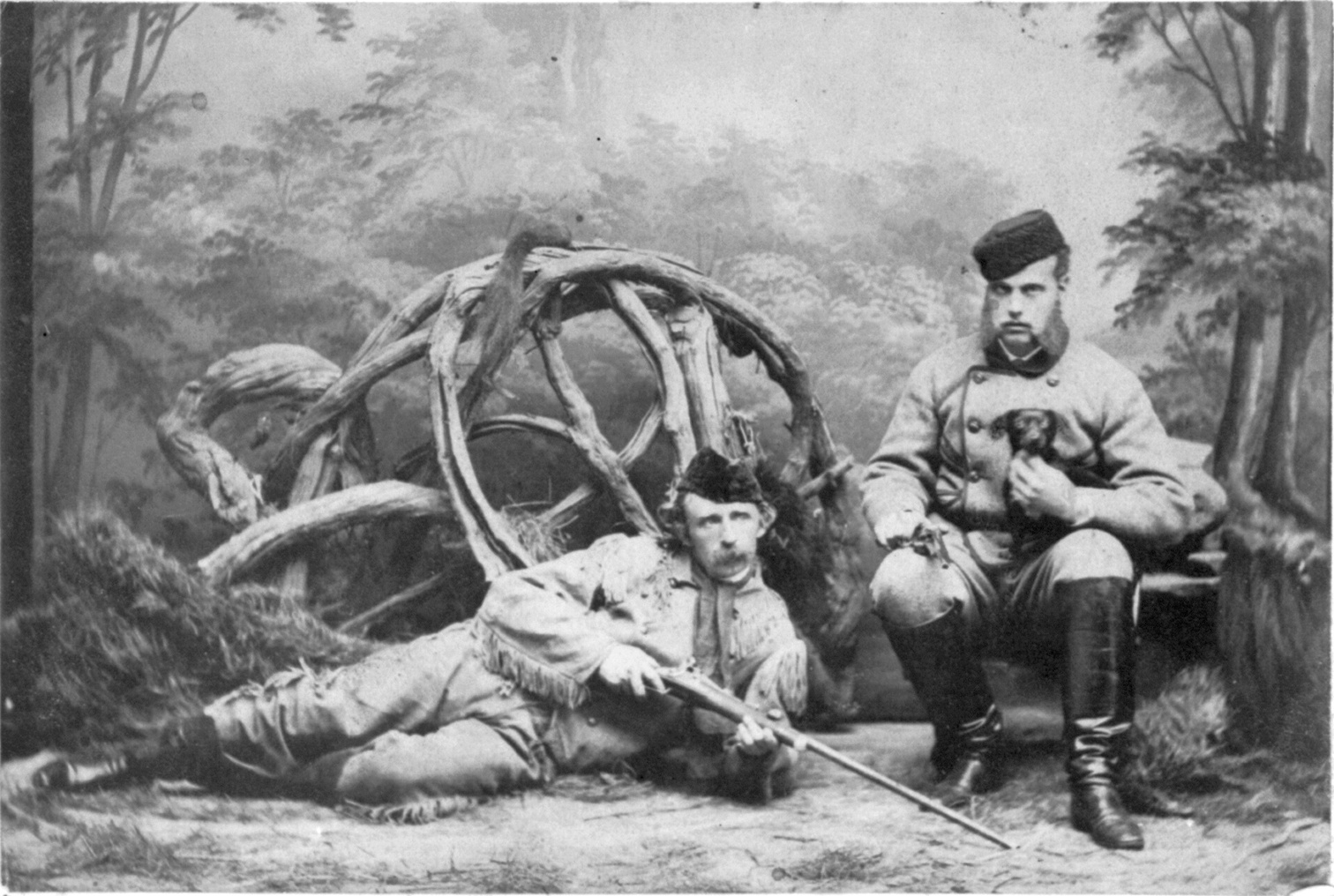
Алексей Александрович (справа) и генерал Кастер в Топике

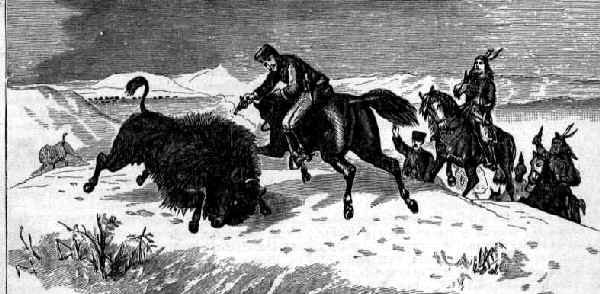
Алексей Александрович стреляет в бизона

Генерал Кастер сопровождал Великого князя и его окружение через Канзас в Сент-Луис, Новый Орлеан и, наконец, во Флориду. Они продолжали переписываться друг с другом вплоть до смерти Кастера. В Соединенных Штатах эту охоту называют "Великой королевской охотой на бизонов". Начиная с 2000 года, Хейс-центр в Небраске ежегодно организует "Рандеву Великого князя Алексея", в ходе которой проводится реконструкция охоты на бизонов.

### Южные Штаты
Находясь в Сент-Луисе, Алексей Александрович 26 января нанес короткий визит в Цинциннати. 28 января он отправился поездом в Луисвилл, штат Кентукки, где посетил Мамонтову пещеру. Он продолжил свое путешествие на пароходе и 2 февраля 1872 года прибыл в Мемфис, штат Теннесси, на борту "Грейт Репаблик". После посещения города он отплыл 8 февраля на "Джеймсе Говарде" и после остановки в Виксбурге, наконец, прибыл в Новый Орлеан. В Новом Орлеане Алексей Александрович присутствовал на праздновании Марди Гра в 1872 году, где он был почетным гостем. 
Алексей Александрович отплыл вместе c российской эскадрой из Пенсаколы, штат Флорида, 22 февраля 1872 года.

## Награды
Российские

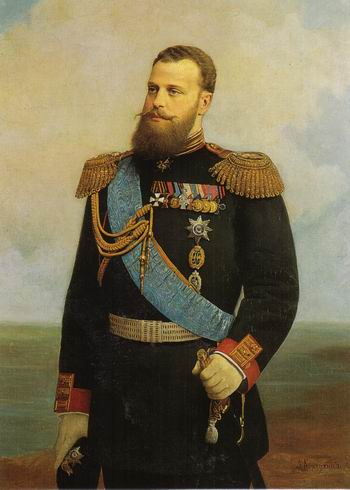
Генерал-адмирал великий князь Алексей Александрович

- Орден Святого Андрея Первозванного (22 января 1850),
- Орден Святого Александра Невского (22 января 1850),
- Орден Белого орла (22 января 1850),
- Орден Святой Анны 1-й степени (22 января 1850),
- Орден Святого Станислава 1-й степени (11 июня 1865),
- Орден Святого Владимира 4-й степени (31 июля 1873),
- золотое оружие с надписью «За храбрость» (23 июня 1877),
- Орден Святого Георгия 4-й степени (9 января 1878),
- Орден Святого Владимира 1-й степени (6 мая 1886),
- портреты императоров Александра III и Николая II, украшенные бриллиантами (14 января 1901).

Иностранные
- орден Филиппа Великодушного 1-й степени (Гессен-Дармштадт, 2 июля 1857),
- орден Чёрного орла (Пруссия, 17 марта 1861),
- орден Красного орла 1-й степени (Пруссия, 17 марта 1861),
- орден Заслуг герцога Петра-Фридриха-Людвига 1-й степени (Ольденбург, 21 февраля 1863),
- орден Военных заслуг, большой крест (Вюртемберг, 4 сентября 1864),
- орден Слона (Дания, 1866),
- орден Серафимов (Швеция, 28 августа 1873),
- орден Почётного легиона, большой крест (Франция, 30 ноября 1874),
- орден Святого Стефана, большой крест (Австро-Венгрия, 1874)
- крест «За переход через Дунай» (Румыния, 1878),
- медаль «За храбрость» (Сербия, 1878),
- медаль «За храбрость» (Черногория, 1878),
- Военная медаль (Румыния, 1878),
- крест «За военные отличия» (Мекленбург-Шверин, 1878),
- орден Данеброга 5-й степени (Дания, 1879),
- орден Такова 1-й степени (Сербия, 1 июля 1881),
- орден Восходящего солнца 1-й степени (Япония, 19 августа 1882),
- орден Благовещения (Италия),
- орден Педру I (Бразилия),
- орден Людвига 1-й степени (Гессен-Дармштадт),
- орден Белого сокола 1-й степени (Саксен-Веймар-Эйзенах),
- орден Нидерландского льва 1-й степени (Нидерланды),
- орден Спасителя 1-й степени (Греция),
- орден Князя Даниила I 1-й степени (Черногория),
- орден Османие 1-й степени (Турция),
- орден Звезды Румынии 1-й степени (Румыния),
- орден Вендской короны 1-й степени (Мекленбург-Шверин),
- орден Эрнестинского дома 1-й степени (Саксен-Альтенбург),
- орден Башни и меча 1-й степени (Португалия),
- орден Святого Александра 1-й степени (Болгария),
- орден Сиамской короны 1-й степени (Сиам),
- портрет персидского шаха, украшенный бриллиантами.

## Оценки

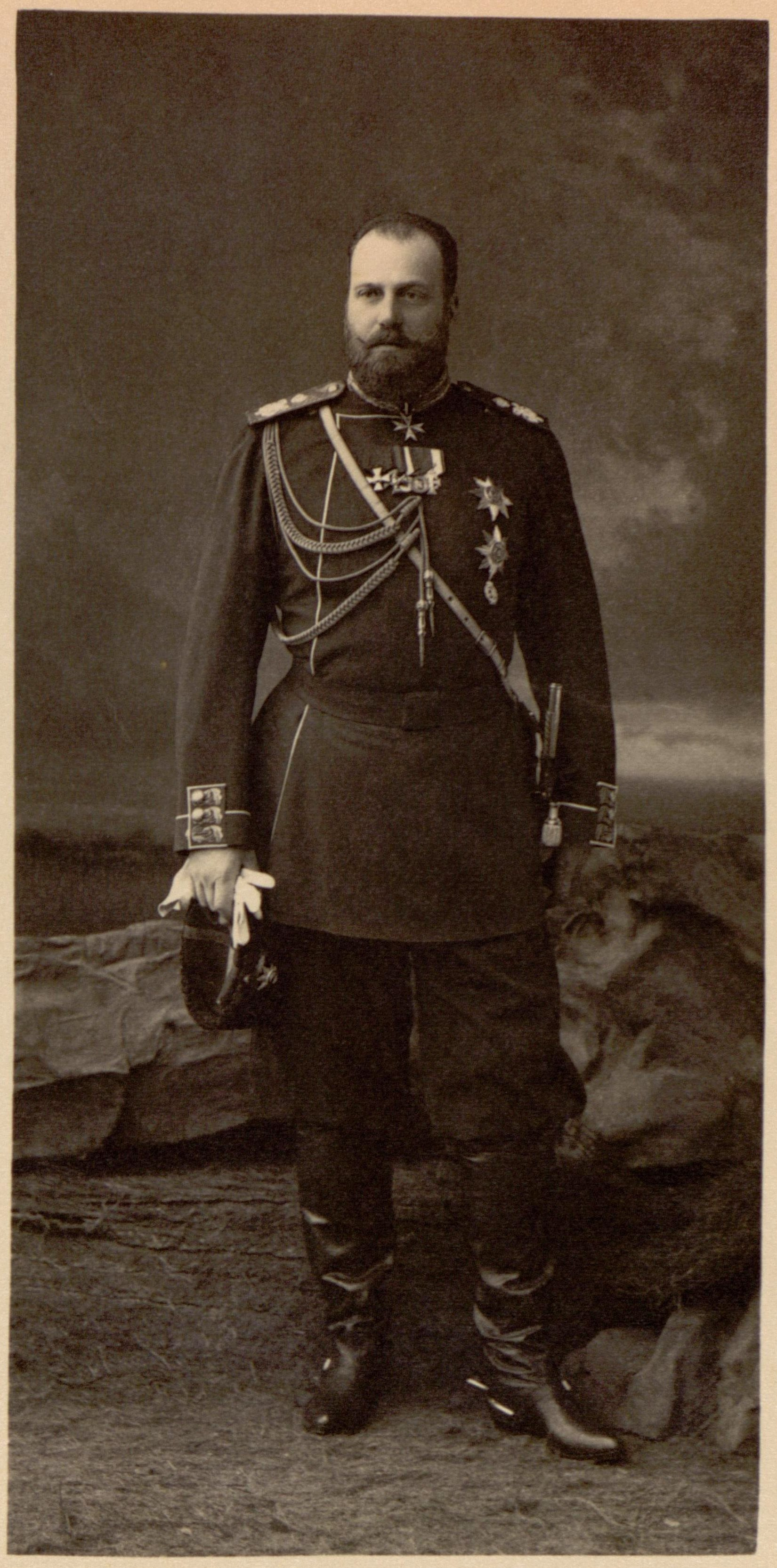
Великий князь Алексей Александрович. 1891 год

Его двоюродный брат — великий князь Александр Михайлович считал, что Алексей Александрович больших военных способностей не имел: 

Светский человек с головы до ног, «le Beau Brummell», которого баловали женщины, Алексей Александрович много путешествовал. Одна мысль о возможности провести год вдали от Парижа заставила бы его подать в отставку. Но он состоял на государственной службе и занимал должность не более не менее, как адмирала Российского Императорского флота. Трудно было себе представить более скромные познания, которые были по морским делам у этого адмирала могущественной державы. Одно только упоминание о современных преобразованиях в военном флоте вызывало болезненную гримасу на его красивом лице. <…> Это беззаботное существование было омрачено, однако, трагедией: несмотря на все признаки приближающейся войны с Японией, генерал-адмирал продолжал свои празднества и, проснувшись в одно прекрасное утро, узнал, что наш флот потерпел позорное поражение в битве с современными дредноутами Микадо. После этого великий князь подал в отставку и вскоре скончался.— 

## Личная жизнь

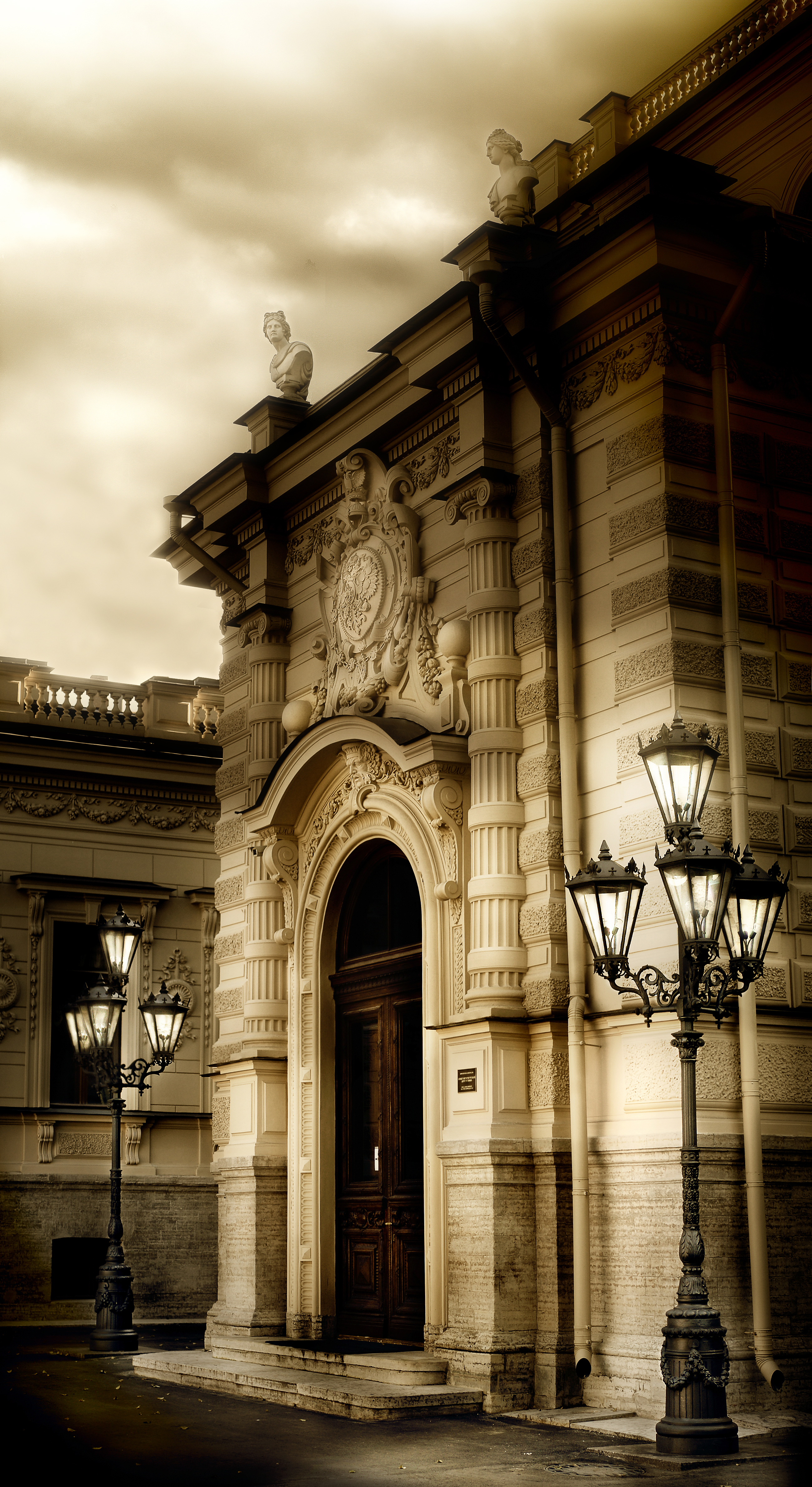
Дворец великого князя Алексея Александровича

По некоторым данным, заключил морганатический брак с фрейлиной Александрой Васильевной Жуковской (1842—1899), дочерью поэта В. А. Жуковского. Если брак в действительности имел место, то он не был признан официально.
Сын — граф Алексей Алексеевич Жуковский-Белёвский (1871—1932). Женат на княжне Марии Петровне Трубецкой (1872—1954; внучатой племяннице князя Сергея Петровича Трубецкого), у них — сын и 3 дочери (о потомстве см. статью Жуковская, Александра Васильевна).
Второй значимой женщиной в его жизни стала Зинаида Дмитриевна Скобелева, с которой он был близок в 1880—1899 годах до её кончины, несмотря на возражения её мужа, герцога Лейхтенбергского. Примерно через год после смерти Зинаиды Дмитриевны от рака горла новой любовницей великого князя на долгие годы стала француженка Элиза Балетта, приглашённая во французскую труппу Михайловского театра.
С 1871 года жил в доме 30 по Дворцовой набережной.
В 1885 году переехал в специально построенный для него дворец на набережной Мойки (архитектор М. Е. Месмахер).

## Личный дневник
Летом 2006 года, в ходе планового просмотра фонда Юсуповых рукописного отдела Российской национальной библиотеки, научными сотрудниками Юсуповского дворца был обнаружен «Журнал» великого князя Алексея Александровича, представляющий собою массивную тетрадь в переплёте шоколадного цвета с золоченой монограммой «АА» на обложке и позолоченным замочком; дневник вёлся им по-русски на протяжении сорока пяти лет, с 1862 по 1907 год.

## В культуре
- История жизни и службы Алексея Александровича описывается в рассказе В. М. Шукшина «Чужие»[16]. Повествование построено на сравнении с биографией одного из простых матросов Российского флота, попавшего в плен во время Русско-японской войны.
- Фигура Алексея Александровича пользуется некоторой популярностью у авторов жанра альтернативной истории. В частности, он является главным героем цикла Романа Злотникова «Генерал-адмирал» (4 книги на сентябрь 2012 года, цикл завершен), немалое место занимает его деятельность в цикле Андрея Феликсовича Величко «Кавказский принц» (6 книг на декабрь 2011 года), а также цикле «Господин из завтра» коллектива отечественных авторов (А. Махров, Б. Орлов и др.).
- Алексей Александрович появляется в романе «Тайна семи циферблатов» Адриана Конан Дойла и Джона Карра.
- В комиксе «Le Grand Duc[англ.]» из серии «Счастливчик Люк» авторства бельгийского художника Мориса де Ревера одним из героев является великий князь Леонид, наносящий визит в США: он встречается на Западе США с бандитами и расправляется с ними не без помощи Люка. Прототипом Леонида стал как раз великий князь Алексей Александрович, а вдохновением для сюжета стало путешествие Алексея Александровича на борту «Светланы» и визит в Северную Америку.

## Память

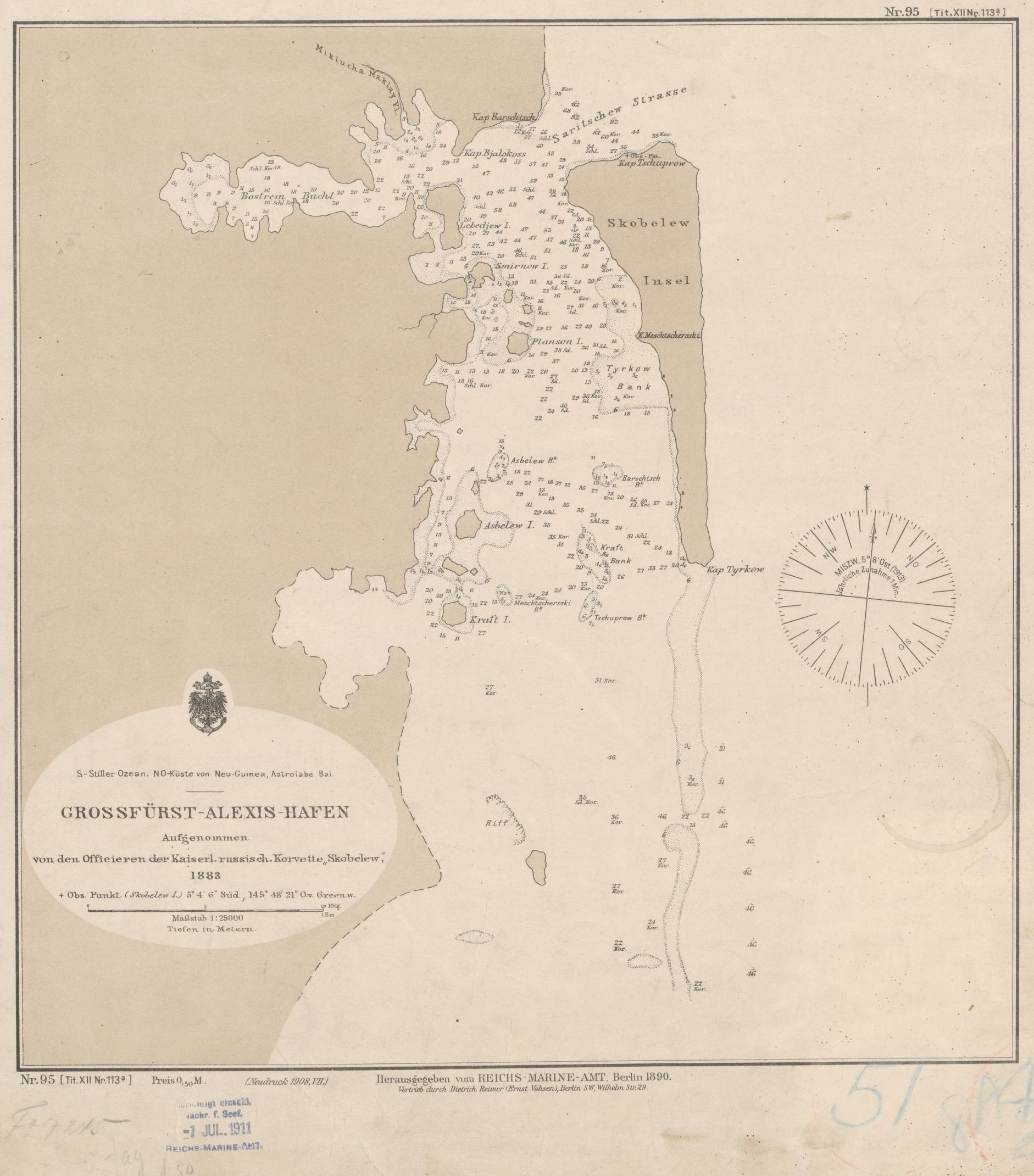
Карта бухты «Порт-Алексей», составленная во время пребывания российского корвета «Скобелев», 1883 год.

- Главная улица Владивостока «Светланская» названа в память о визите в город в 1872 году фрегата «Светлана», на борту которого находился Великий князь Алексей Александрович[17]
- Алексеевское реальное училище в Перми.
- Бухта Порт-Алексей (ныне — Сек; англ. Sek Harbour) на Северо-Восточном побережье Новой Гвинеи в заливе Астролябия Новогвинейского моря была названа в его честь в 1872 году русским этнографом и путешественником Н. Н. Миклухо-Маклаем в ходе первой экспедиции в Новую Гвинею[18][19]. В 1883 году при участии Миклухо-Маклая и поддержке великого князя Алексея Александровича, экипажем корвета «Скобелев» была проведена подробная гидрографическая съемка бухты в целях создания здесь заправочной базы для крейсеров императорского флота (позднее от этой идеи отказались)[20]. И хотя исходный русский топоним вышел из употребления, германизированное производное от него — нем. Alexishafen дало в разное время международные имена целому ряду объектов в окрестностях бухты и используется до сих пор как название населённого пункта[нем.][21].